# Київське (Північна Осетія)
Київське (ос. Киевскæй) — село в Моздокському районі Республіки Північна Осетія — Аланія.
Адміністративний центр муніципального утворення «Київське сільське поселення».

## Географія
Поселення Київське розташоване на правому березі річки Терек, у центральній частині Моздокського району. Знаходиться за 6 км на південь від районного центру Моздок і за 87 км на північ від міста Владикавказ.
Межує із землями населених пунктів: Калінінський на північному сході та Кізляр на заході. На протилежному березі річки Терек розташовані місто Моздок та станиця Луковська.
Селище розташоване на околицях Кабардинської рівнини. Населений пункт розташований у долині річки Терек, над якою на кілька метрів височать схили Терського кряжа, що тягнуться із заходу на схід. Середні висоти біля села становлять близько 133 метрів над рівнем моря.
Долина річки Терек покрита густими прирічковими лісами, що утруднюють прохід до річки. Грунт алювіальний.
Гідрографічна мережа представлена переважно річкою Терек. На південний схід від села проходить артерія Малокабардинського каналу, яким зрошують сільськогосподарські наділи поселення. Біля західної околиці села канал впадає у озеро Київське.
Вологий клімат помірний. Середньорічна температура повітря становить близько +10,5°С і коливається в середньому від +23,5°С у липні до -2,5°С у січні. Середньорічна кількість опадів становить близько 540 мм. Основна кількість опадів випадає у період із травня по липень. Наприкінці літа часті суховії, що дмуть із території Прикаспійської низовини.

## Історія
В 1900 малокабардинська княгиня з роду Бекович-Черкаських опублікувала в газеті оголошення про продаж орної землі в районі Моздока в розмірі 1600 десятин. За цим оголошенням відгукнулися переселенці з Київської та Воронезької губерній.
Ними в 1901 році в лісистій заплаві долини річки Терек, було засноване нове поселення, яке отримало назву — Київське. На південний захід від селища, на горі розташовувався аул Тарлав юрт, на південному сході біля спуску з гори аул Батрас, на заході аул Верхні Бековичі (нині село Кізляр). Проте основне заселення села переселенцями почалося лише 1904 року.
До 1910 року в селі налічувалося вже понад 200 дворів. Сюди продовжували приїжджати нові жителі здебільшого з України.
В 1914 був при розливі Терека, село було затоплено і сильно постраждало. У період Громадянської війни село також сильно постраждало при протистоянні червоногвардійців та білогвардійців.
Під час Великої Вітчизняної війни, в околицях села відбувалися військові дії при обороні та визволенні міста Моздок.
У 1944 році разом з містом Моздок та його околицями було передано до складу Північно-Осетинської АРСР.

## Населення
Національний склад
За даними Всеросійського перепису населення 2010 :
| Народ    | Чисельність, чол. | Частка від усього населення, % |
| -------- | ----------------- | ------------------------------ |
| росіяни  | 1 167             | 82,0 %                         |
| осетини  | 115               | 8,1 %                          |
| лакці    | 30                | 2,1 %                          |
| кумики   | 22                | 1,5 %                          |
| українці | 20                | 1,4 %                          |
| чеченці  | 14                | 1,0 %                          |
| інші     | 56                | 3,9 %                          |
| загалом  | 1 424             | 100 %                          |

## Освіта
- Основна загальноосвітня школа — вул. Кірова, 2.
- Дошкільний заклад Дитячий садок № 23 — вул. Кірова, 25.

## Охорона здоров'я
- Фельдшерсько-акушерський пункт — вул. Садова, 49.